# Умор
Умор је пролазно, психофизичко стање слабијег функционисања организма које је последица дужег и напорног рада. На спољашњем, објективном плану, умор се манифестује као опадање квалитета и квантитета радне делатности, појављивање нецелисходних и некоординисаних покрета при раду и сл. На унутрашњем, субјективном плану изражава се осећање нерасположења, замора, бола, исцрпљености, раздражљивости, а манифестује се као безвољност и недостатак интересовања за рад.